# Landgericht Mallersdorf

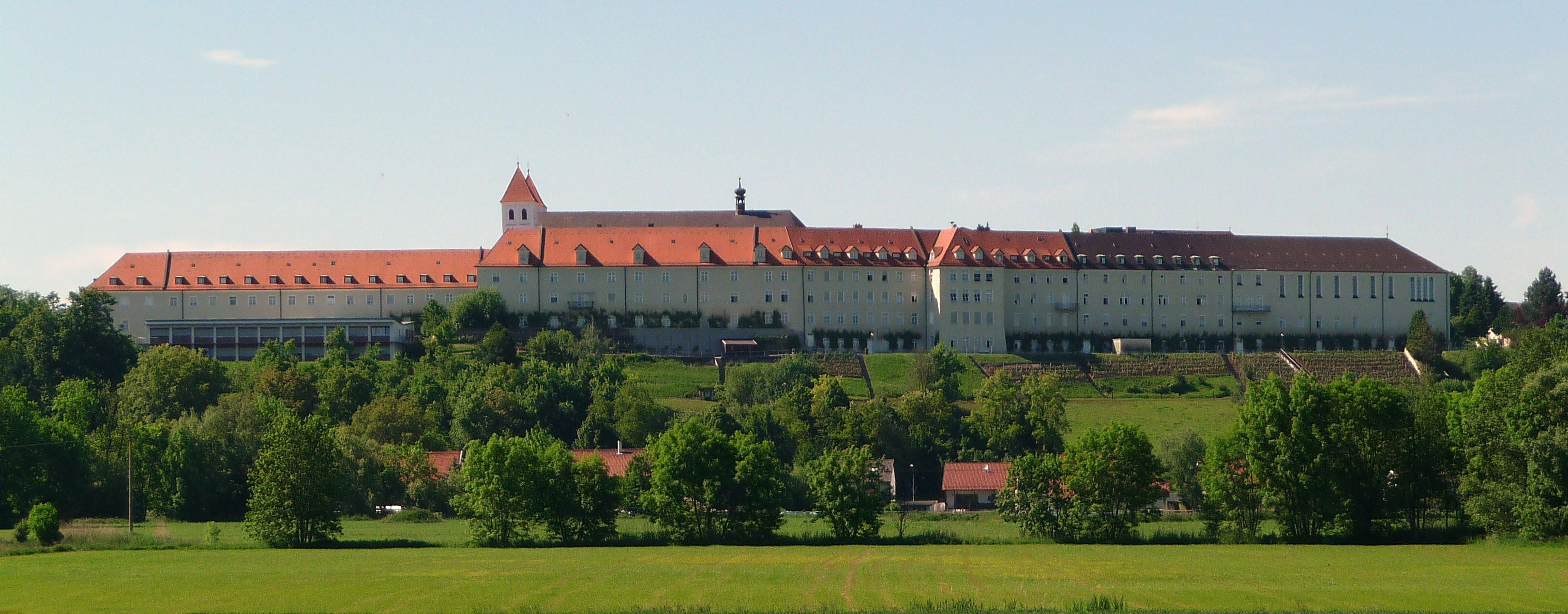
Kloster Mallersdorf

Das Landgericht Mallersdorf war ein von 1840 bis 1879 bestehendes bayerisches Landgericht älterer Ordnung mit Sitz in Mallersdorf im heutigen Landkreis Straubing-Bogen. Landgerichte waren im Königreich Bayern ursprünglich sowohl Gerichts- als auch Verwaltungsbehörden, die 1862 in administrativer Hinsicht von den Bezirksämtern und 1879 in juristischer Hinsicht von den Amtsgerichten abgelöst wurden.

## Geschichte
Vorgänger des Landgerichts Mallersdorf war das Landgericht Pfaffenberg, das 1805 aus den Gerichten Kirchberg und Eggmühl gebildet wurde. Das neue Landgericht Pfaffenberg erhielt das Amt Ergoldsbach vom Landgericht Teisbach, das Amt Schierling vom Landgericht Kelheim, die Ämter Rottenburg und Pfeffenhausen vom Amtsgericht Rottenburg an der Laaber sowie das Amt Aiterbach vom Landgericht Dingolfing. Damit umfasste das neu gebildete Landgericht Pfaffenberg 14 Quadratmeilen mit 4.721 Familien. 
Im Jahr 1840 wurde als Folge einer Verwaltungsreform des Königreichs Bayern von 1838 das Landgericht Mallersdorf errichtet. Diesem wurden Gemeinden aus den umliegenden Landgerichtsbezirken zugeordnet.
Es umfasste die damaligen Gemeinden Allkofen, Asbach, Ascholtshausen, Bayerbach bei Ergoldsbach, Buchhausen, Eggmühl, Eitting, Feuchten, Geiselhöring, Gerabach, Grafentraubach, Graßlfing, Greilsberg, Greißing, Haader, Hadersbach, Haimelkofen, Haindling, Hainsbach, Hirschling, Hofkirchen, Holztraubach, Inkofen, Laberweinting, Langenhettenbach, Mallersdorf, Mannsdorf, Martinsbuch, Mühlhausen, Neufahrn in Niederbayern, Niederlindhart, Oberdeggenbach, Oberellenbach, Oberhaselbach, Oberlindhart, Osterham, Penk, Pfaffenberg, Pinkofen, Pullach, Sallach, Schierling, Süßkofen, Unterlaichling, Upfkofen, Wallkofen, Weichs, Winklsaß und Zaitzkofen.
Die Verwaltungsaufgaben übernahm 1862 das Bezirksamt Mallersdorf vom flächengleichen Landgericht älterer Ordnung Mallersdorf.
Mit Inkrafttreten des Gerichtsverfassungsgesetzes in Bayern wurde am 1. Oktober 1879 kam es zur Errichtung eines Amtsgerichts in Mallersdorf, dessen Sprengel deckungsgleich mit dem vorherigen Landgerichtsbezirk Mallersdorf war.

## Gebäude
Das Landgericht Mallersdorf war im 1802 aufgelösten Kloster Mallersdorf untergebracht.